# Šarišské Bohdanovce
Šarišské Bohdanovce este o comună slovacă, aflată în districtul Prešov din regiunea Prešov. Localitatea se află la altitudinea de 217 m deasupra n.m., se întinde pe o suprafață de 9,36 km2 și în 2017 număra 843 de locuitori.

## Istoric
Localitatea Šarišské Bohdanovce este atestată documentar din 1299.

## Demografie
| An:                | 1994 | 2004   | 2014    | 2024    |
| ------------------ | ---- | ------ | ------- | ------- |
| Număr de persoane: | 616  | 644    | 788     | 1024    |
| Diferență:         |      | +4,54% | +22,36% | +29,94% |

| An:                | 2023 | 2024   |
| ------------------ | ---- | ------ |
| Număr de persoane: | 1017 | 1024   |
| Diferență:         |      | +0,68% |